# Villaboerderij (Tweede Exloërmond)
De Villaboerderij in Tweede Exloërmond is een monumentale boerderij gebouwd in 1927. Het pand is gelegen aan het Zuiderdiep 43 in de Drentse plaats Tweede Exloërmond.

## Beschrijving
De boerderij werd gebouwd in 1927, de periode tussen de Eerste en de Tweede Wereldoorlog. De boerderij vertoont de kenmerken van de zogenaamde interbellumarchitectuur, zoals die in de provincie Drenthe werd vormgegeven. Het grote blokvormige woonhuis staat links van de boerderij en is ermee verbonden via de uitbouw aan de achterzijde van het woonhuis. De entree bevindt zich aan de linkerzijkant, de noordoostgevel, van het woongedeelte. De entree is bereikbaar via een stoep van drie treden, in een portiek direct naast de aanbouw aan de achterzijde van de woning. Het portiek wordt overdekt met een luifel die rust op een houten pilaar. In de symmetrisch vormgegeven voorgevel aan de straatzijde bevinden zich vier grote erkers met driedelige ramen, op de benedenverdieping voorzien van bovenlichten. In dit geveldeel zijn met behulp van siermetselwerk decoratieve elementen aangebracht. Op de bovenverdieping zijn aan alle zijden van de woning meerdere geledingen aangebracht van donkerder gekleurde bakstenen. Het woongedeelte heeft een groot schilddak, waarvan de brede goten over de gevelpartijen heen steken (overstek). In de rechterzijgevel bevindt zich een tiental vensters, die niet symmetrisch zijn gegroepeerd.
De grote rechthoekige schuur heeft aan de straatzijde aan de rechterkant een grote baanderdeur en aan de linkerkant twee ramen. In het bovendeel van de gevel aan de straatzijde bevinden zich drie ramen. In het midden van de schuurgevel zijn decoraties in de vorm van siermetselwerk aangebracht, waartussen een gepleisterde strook met het stichtingsjaar 1927 is aangebracht.
De villaboerderij is erkend als provinciaal monument mede vanwege de cultuurhistorische, de architectuurhistorische en de stedenbouwkundige waarde. De boerderij ligt op een markant punt aan het inmiddels gedempte Zuiderdiep, een van de monden, zijkanalen van het Stadskanaal. De boerderij is een voorbeeld van de manier waarop tussen de beide wereldoorlogen in de 20e eeuw het boerenbedrijf in het veenkoloniale deel van Drenthe werd beoefend en is een voorbeeld van de wijze waarop dit type boerderij in die periode werd vormgegeven. Ook de gaafheid, de esthetische kwaliteiten en de betrekkelijke zeldzaamheid speelden een rol bij de aanwijzing tot provinciaal monument.